# Dôme Husky
Pour les articles homonymes, voir Husky.
Le dôme Husky est le point culminant de la chaîne Bush, à 3 581 mètres d'altitude, dans la chaîne de la Reine-Maud, dans la chaîne Transantarctique. Il est nommé par la New Zealand Geological Survey Antarctic Expedition (1961-1962) en l'honneur de leurs chiens, qui les menèrent au sommet.